# Nirvana sanguineolineata
Nirvana sanguineolineata är en insektsart som beskrevs av Baker 1923. Nirvana sanguineolineata ingår i släktet Nirvana och familjen dvärgstritar. Inga underarter finns listade i Catalogue of Life.